# Rocco Robert Shein
Rocco Robert Shein (Tallin, 14 de julio de 2003) es un futbolista estonio que juega como centrocampista en el Fredrikstad FK de la Eliteserien.

## Trayectoria

### F. C. Flora Tallin
Producto de la cantera del F. C. Flora Tallin, debutó como profesional el 22 de noviembre de 2020 en un partido de la Meistriliiga contra el JK Nõmme Kalju, entrando como suplente en el minuto 75 por Markus Poom en la victoria por 3-0 a domicilio. El 10 de agosto de 2021 debutó en la Liga Europa de la UEFA como suplente en la prórroga contra el A. C. Omonia Nicosia, que terminó con una derrota en el global tras la tanda de penaltis.

#### Jong Utrecht (préstamo)
El 31 de enero de 2022 se trasladó al club de la Eerste Divisie, el Jong F. C. Utrecht, en calidad de cedido, con la opción de firmar un contrato permanente hasta 2025 al final del período. Debutó en competición con el club el 4 de febrero, entrando como suplente de última hora en la derrota por 2-0 ante el F. C. Volendam. En el siguiente partido, el 7 de febrero, consiguió marcar su primer gol en la victoria por 3-2 contra el Helmond Sport.
Debutó con el primer equipo del F. C. Utrecht en la Eredivisie el 29 de abril, siendo titular en el centro del campo en la victoria por 1-0 en casa contra el NEC Nimega.

## Palmarés

### Títulos nacionales
| Título               | Club               | País    | Año  |
| -------------------- | ------------------ | ------- | ---- |
| Meistriliiga         | F. C. Flora Tallin | Estonia | 2020 |
| Supercopa de Estonia | F. C. Flora Tallin | Estonia | 2021 |